# Sainte-Cécile-d'Andorge
Sainte-Cécile-d'Andorge è un comune francese di 577 abitanti situato nel dipartimento del Gard, nella regione dell'Occitania.

## Società

### Evoluzione demografica
Abitanti censiti